# Viggo Jensen
Alexander Viggo Jensen (22 de junio de 1874 - 2 de noviembre de 1930) fue un polideportista danés que compitió en atletismo, tiro, gimnasia y halterofilia, que compitió en los Juegos Olímpicos de Atenas 1896, donde fue campeón olímpico en halterofilia.
El primer evento que se llevó a cabo en halterofilia fue el levantamiento con dos brazos, en la actualidad conocido como envión. Jensen y Launceston Elliot del Reino Unido finalizaron la competencia empatado en 111,5 kilogramos, aunque el príncipe Geroge I de Grecia, quien oficiaba de juez, declaró que Jensen había realizado el levantamiento en mejor forma, adjudicándole el primer lugar. La delegación británica protestó la resolución, la que se aceptó, y se convino que realizaran levantamientos extras. Sin embargo, ninguno de los dos pudo superar al otro, y por lo tanto se declaró a Jensen ganador de la prueba. A causa del esfuerzo, Jensen se lesionó el hombro en los intentos adicionales.
Esa lesión obstaculizó a los intentos de Jenses en el evento de Levantamiento con un brazo, hoy conocido como arranque. Solo pudo levantar 57,0 kilogramos, mientras que Elliot levantó 71,0 kilogramos. Sin embargo, con ese levantamiento le bastó para alcanzar la segunda colocación.
Jensen compitió en atletismo en las pruebas de lanzamiento de bala, donde acabó cuarto, y lanzamiento de disco, donde acabó sexto.
En las competencias de gimnasia, Jensen entró en la prueba de escalada de cuerda. No completó la subida, ocupando la cuarta colocación detrás de los dos griegos, quienes pudieron llegar a la parte superior de la cuerda de 14 metros, y Fritz Hofmann, que había llegado más alto que Jensen.
También compitió en los dos eventos de rifle militar, en el programa de tiro. En el Rifle militar 200 m, Jensen se colocó en la sexta posición con un puntaje de 1.640 puntos, acertando 30 disparos de los 40 disponibles. En Rifle militar 300m, tres posiciones, tuvo más éxito: finalizó tercero con un puntaje de 1.305 puntos y acertando 31 blancos con los 40 disparos disponibles.